# Kim Ngọc (nghệ sĩ)
Kim Ngọc (20 tháng 7 năm 1944 – 16 tháng 1 năm 2011) là nghệ sĩ hài, diễn viên và nghệ sĩ cải lương của Việt Nam. Người ta thường gọi nghệ sĩ Kim Ngọc là Nữ quái.

## Tiểu sử
Tên thật của bà là Lê Thị Kim Ngọc sinh năm 1944 trong gia đình bán thịt heo tại Giồng Ông Tố, quận Thủ Đức, tỉnh Gia Định (nay là thành phố Thủ Đức, Thành phố Hồ Chí Minh). Bà sinh ra trong 1 gia đình không ai theo nghề ca hát. Những năm đầu sự nghiệp, bà đã xin gia đình đi theo đoàn cải lương Tây Đô (Sài Gòn) vừa học vừa diễn. Sau đó, bà theo đoàn Minh Bằng, rồi lần lượt qua các đoàn Dạ Lý Hương, đoàn Bạch Tuyết Hùng Cường và đoàn Trần Hữu Trang.
Sau năm 1975, bà tham gia chương trình Trong nhà ngoài phố (Đài Truyền hình Thành phố Hồ Chí Minh), đóng cặp với diễn viên hài Quốc Hòa, nổi lên với vai cô Tư "Xả Láng".
Bà có người con trai là danh hài Hiếu Hiền.
Kim Ngọc, Hồng Nga và Ngọc Giàu trở thành bộ ba tấu hài đình đám.
Bà mất vào lúc 11g30 ngày 16 tháng 1 năm 2011 tại nhà riêng C9/4B10 đường Phạm Hùng, xã Bình Hưng, huyện Bình Chánh, Thành phố Hồ Chí Minh do bị đột quỵ, thọ 66 tuổi.

## Giải thưởng và danh hiệu
- Năm 1973, 1974: Kim Ngọc (2 năm liền) đoạt giải Kim Khánh của nhật báo Trắng Đen.

## Các vai diễn ấn tượng

### Cải lương
- Anh hùng xạ điêu (vai Bao Tích Nhược)
- Bóng hồng Sa mạc (vai Thái hậu)
- Chuyện tình Hàn Mặc Tử (vai Mai Đình)
- Cô gái Đồ Long (vai Chu Chỉ Nhược)
- Đời cô Hạnh (vai mẹ của Toàn)
- Hoa Mộc Lan tùng chinh (vai Thu Sương)
- Khi rừng mới sang thu (vai Hoàng mẫu)
- Kiều Nguyệt Nga (vai Kim Liên)
- Lan Huệ sầu ai (vai mẹ của Lan)
- Lấy chồng xứ lạ
- Quân vương và thiếp (vai Trương Bội Ngọc)
- Tiêu Anh Phụng (vai Hoàng hậu)
- Trăng thề vườn thúy (vai Thơ đồng)

### Kịch
- Trong nhà ngoài phố (vai chị Tư "xả láng")
- Lối sống hiện đại (vai bà Thanh)

### Phim ảnh
- Bốn thí nghiệm đêm tân hôn
- Chuyện tình đảo ngọc
- Công chúa teen và ngũ hổ tướng
- Khi đàn ông có bầu
- Ngôi nhà hạnh phúc
- Người trong mơ

### Tiểu phẩm hài
- Bà bầu liều mạng
- Bà ngoại thời @
- Câu chuyện cái Tivi
- Cổ tích một tình yêu
- Đón con về
- Hoa hậu Vũ trụ
- Lòng lề đường
- Ngao Sò Ốc Hến
- Ông bà vú
- Ra giêng anh cưới em
- Sui gia đại chiến
- Trạng chết chúa băng hà
- Trời xanh nhỏ lệ
- Tuyển tiếp viên

### Quảng cáo
- Bột giặt Viso (2002-2004)